# Nikolaiviertel
Nikolaiviertel (Barri de Nicolau) és un barri de Berlín que, juntament amb el barri de Cölln, forma el reconstruït nucli històric de la capital alemanya. Està situat a cinc minuts d'Alexanderplatz, al districte de Berlin-Mitte.

## Geografia
Està situat a la vora est del riu Spree, envoltat pels carrers Rathausstraße, Spandauer Straße i Mühlendamm. L'església dessacralitzada Nikolaikirche (Església de Sant Nicolàs), la més antiga de Berlín, està situada al centre del barri i dona el seu nom al mateix.

## Història

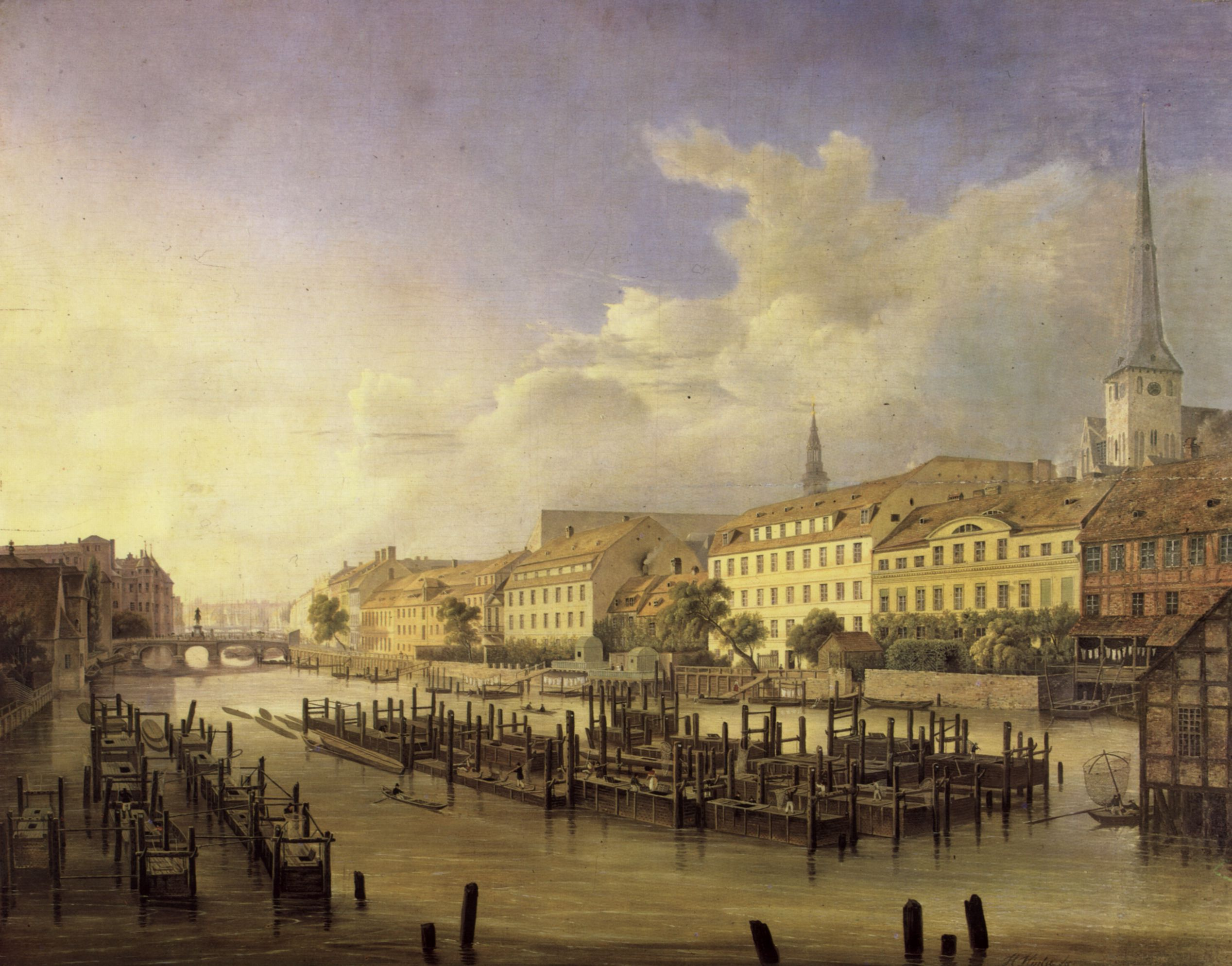
Gravat del barri de 1832, per Johann Heinrich Hintze

Els dos assentaments històrics de Berlín (Nikolaiviertel i Cölln) s'originaren al voltant d'una antiga ruta comercial, la Mühlendamm, un gual on el riu Spree podia ser creuat amb facilitat. La Nikolaikirche, originalment una basílica tardoromànica, fou erigida als voltants de l'any 1230. L'àrea al voltant de l'església amb els seus carrerons medievals fou preservada a través dels segles, fins a la seua destrucció durant la batalla de Berlín el 1945, a causa d'uns bombardeigs aeris aliats.
El 1987, coincidint amb el 750é aniversari de la ciutat, l'àrea va ser restaurada en una peculiar barreja d'edificis històrics reconstruïts i lloses de forjat Plattenbau, donant a la zona un aspecte singular. Actualment la xicoteta zona és famosa pels seus restaurants i bars típics alemanys.

## Llocs d'interès

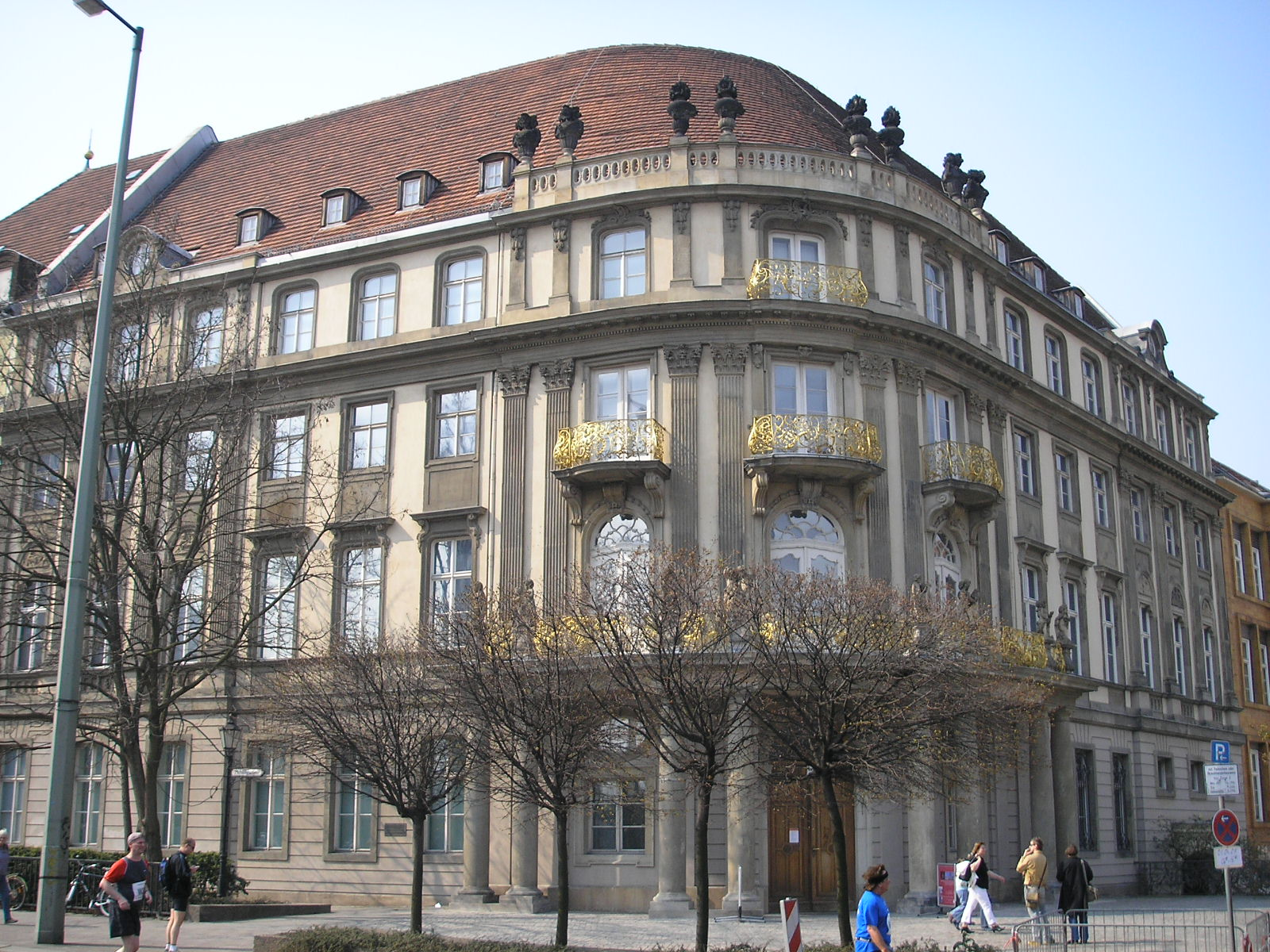
Ephraim-Palais

A més de la Nikolaikirche, l'edifici més conegut del barri és l'Ephraim-Palais, construït el 1766 per a Veitel-Heine Ephraim, el financer del rei Frederic II de Prússia. La façana rococó a la intersecció de la Mühlendamm i Poststraße va esdevenir famosa com "el millor cantó" de Berlín, fins que la casa fou demolida el 1936 per ampliar el carrer Mühlendamm. Algunes parts de la façana van ser emmagatzemades als afores occidentals de Berlín, fins que el 1982 les autoritats occidentals de Berlín les enviaren a Berlín oriental per donar suport a la reconstrucció. El palau fou reconstruït entre 1983 i 1987, a uns 12 metres del seu emplaçament original. Actualment és un museu.
A l'altre costat de la Poststraße s'hi troba el Knoblauchhaus, un dels pocs edificis històrics originals conservats. Construït el 1760, té una façana neoclàssica pròpia del segle xix. Va ser la residència de la família notable Knoblauch, amb membres com l'arquitecte Eduard Knoblauch o el físic Karl-Hermann Knoblauch. Actualment alberga el museu Biedermeier, el museu cívic més antic de Berlín.
A la vora del riu Spree es troba la Kurfürstenhaus (Casa del Príncep Elector), construït el 1897 en pedra arenisca roja. Va ser erigit en el lloc on es trobava un edifici antic, on va morir el príncep elector Joan Segismund I de Brandenburg el 23 de desembre de 1619. Com ell creia que la Dama Blanca havia embruixat el Palau Reial de Berlín (Stadtschloss), havia marxat a casa del seu ajudant de cambra.